# Општина Катина (Бузау)
Катина (рум. Cătina) општина је у Румунији у округу Бузау.
Oпштина се налази на надморској висини од 375 m.